# Haltepunkt Warszawa Powiśle

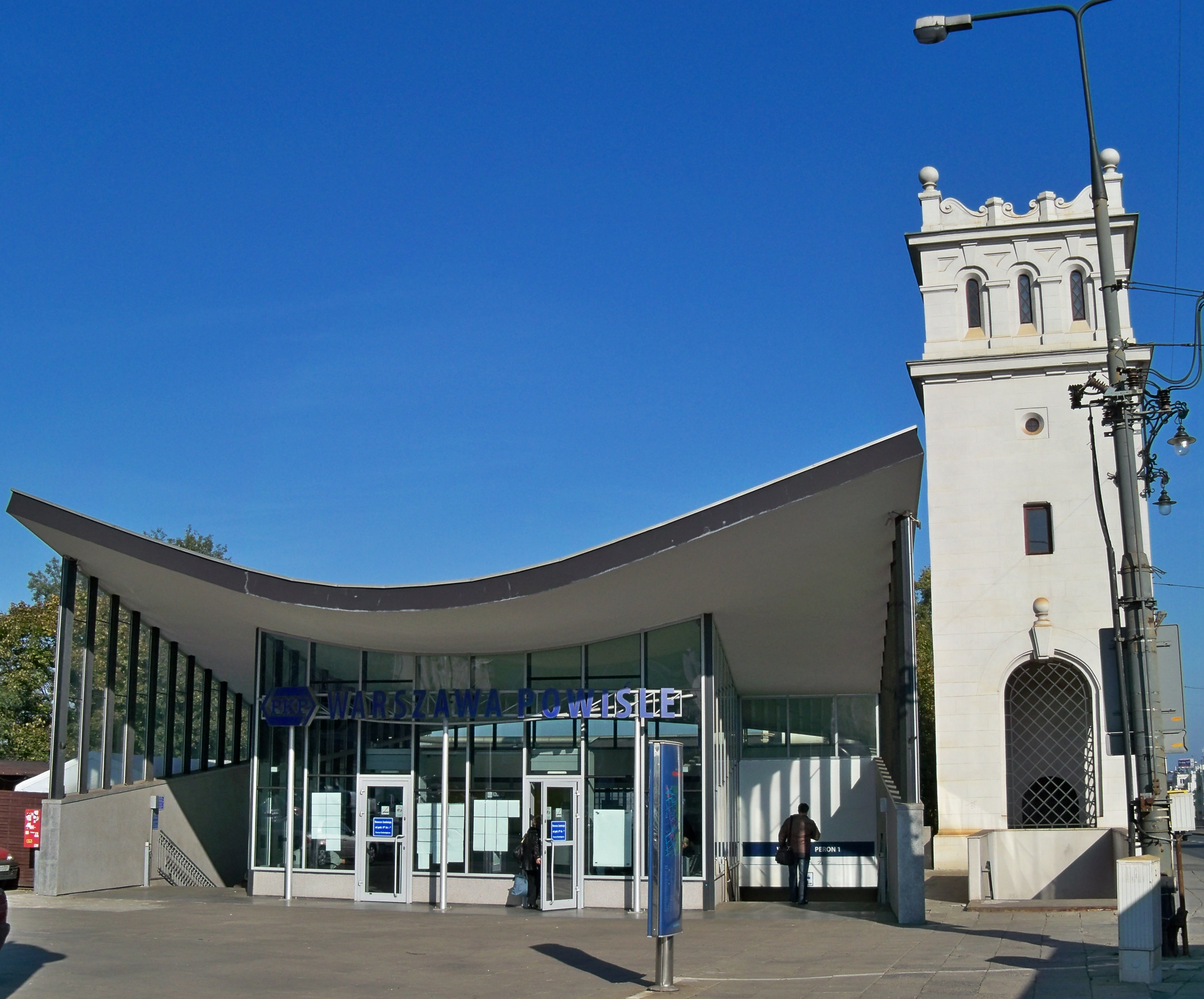
Oberer Zugang zum Haltepunkt neben einem Portalgebäude des Viaduktes zur Poniatowski-Brücke

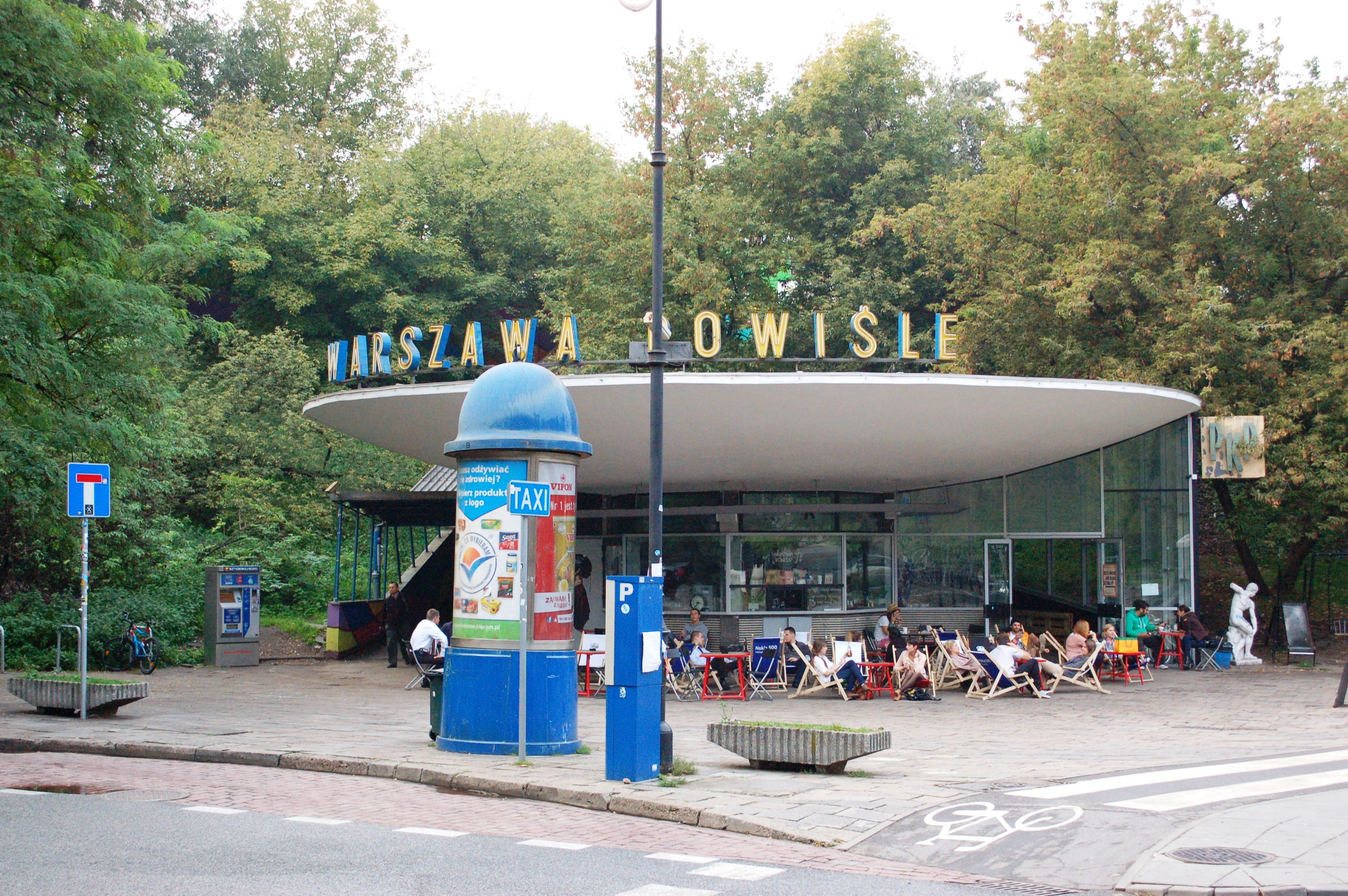
Der Pavillon am unteren Zugang

Warszawa Powiśle ist ein Eisenbahn-Haltepunkt des Warschauer Nahverkehrs. Die Station liegt an der Einfahrt zum Tunel Średnicowy und damit an der Eisenbahnstrecke Linia Średnicowa zwischen den Nahverkehrsstationen Bahnhof Warszawa Śródmieście und dem Haltepunkt Warszawa Stadion. Die Station hat zwei Passagierzugänge. Da sie etwa auf halber Höhe der Warschauer Weichselböschung liegt, befindet sich der obere Zugang an der Aleje Jerozolimskie, der untere an der Kreuzung Aleja 3 Maja und ul. Kruczkowskiego. Zwei Bahnsteige befinden sich links und rechts der Doppelgleistrasse. Züge der Szybka Kolej Miejska und der Koleje Mazowieckie halten an der Station. Von einem Zaun abgetrennt, verlaufen die Gleise der hier durchfahrenden Fernbahn. 
Die Station wurde im Rahmen des Wiederaufbaus der Linia Średnicowa von 1953 bis 1964 gebaut. Die beiden Stationszugänge mit den Fahrkartenschaltern  wurden 1962 bis 1963 nach Plänen der Architekten Arseniusz Romanowicz und Piotr Szymaniak errichtet. Die Gebäude sind Beispiele für die Architektur der polnischen Nachkriegsmoderne: der obere Pavillon, der mit einem Warteraum und Kiosk ausgestattet war, hat ein an den Seiten nach oben gebogenes, schwingenanmutendes Dach, der untere Eingangsgebäude ist als Rotunde mit einem schalenähnlichen Dach ausgestaltet. Seit dem Jahr 2009 befindet sich im unteren Pavillon ein beliebtes Café. 2018 wurden die Gebäude der Haltestelle unter Denkmalschutz gestellt.